# Neothrix armata
Neothrix armata är en kräftdjursart som beskrevs av Gurney 1927. Neothrix armata ingår i släktet Neothrix och familjen Neothricidae. Inga underarter finns listade i Catalogue of Life.